# Sarah Taillebois
Sarah Taillebois (nascida a 17 de setembro de 1990) é uma política francesa, do Partido Socialista, que foi membro do Parlamento pelo 9.º distrito eleitoral de Val-de-Marne por um dia em 2020.